# NGC 5279
NGC 5279 (другие обозначения — UGC 8678, ARP 239, MCG 9-22-102, ZWG 271.58, MK 271A, ZWG 272.3, 1ZW 69, KCPG 390B, VV 19, PGC 48482) — галактика в созвездии Большая Медведица.
Этот объект входит в число перечисленных в оригинальной редакции «Нового общего каталога».